# Asamblea Parlamentaria del Consejo de Europa
La  Asamblea Parlamentaria del Consejo de Europa o Asamblea Consultiva es la dimensión parlamentaria del Consejo de Europa, cuya sede se encuentra en Estrasburgo. La Asamblea es uno de los dos órganos estatutarios del Consejo de Europa, que está compuesto del Comité de Ministros (los 46 ministros de Asuntos Exteriores se reúne usualmente al nivel de sus representantes) y la Asamblea que representa a las fuerzas políticas (la mayoría y la oposición) de los Estados miembros, los miembros no son elegidos popularmente.

## Historia
La Asamblea fue instituida por el estatuto del Consejo de Europa, firmado en Londres el 5 de mayo de 1949. El artículo 22 dispone que la Asamblea es el órgano deliberante del Consejo de Europa. Llamado Asamblea consultiva en el estatuto, es corrientemente denominada Asamblea parlamentaria desde 1974. La asamblea parlamentaria, que tuvo su primera sesión el 10 de agosto de 1949, puede ser considerada la más antigua asamblea parlamentaria internacional, con una composición pluralista de diputados establecida sobre la base de un tratado intergubernamental.

## Funciones
A diferencia del Parlamento Europeo (una institución de la Unión Europea), que ha sido creado siguiendo el modelo de la Asamblea Parlamentaria del Consejo de Europa y también se reúne en Estrasburgo para sus sesiones plenarias, el poder de la Asamblea se extiende solo a la capacidad de investigar, recomendar y aconsejar. Aun así, sus recomendaciones sobre temas tales como los derechos humanos tienen un peso significativo en el contexto político europeo. El Parlamento Europeo y otras instituciones de la UE a menudo se remiten al trabajo de la Asamblea, especialmente en el campo de los derechos humanos, cooperación legal y cultural.
Entre las funciones estatutarias importantes de la Asamblea se encuentra la elección del Secretario General del Consejo de Europa, los jueces del Tribunal Europeo de Derechos Humanos y los miembros del Comité Europeo para la prevención de la tortura.
Por lo general, la asamblea se reúne una vez al año de forma ordinaria, cuya duración no excederá de un mes, en el Palacio de Europa (Estrasburgo). La Asamblea podrá convocar sesiones extraordinarias por iniciativa del Comité de Ministros o del Presidente de la Asamblea, previo acuerdo entre ellos. Las diez comisiones permanentes de la asamblea se reúnen durante todo el año para preparar informes y proyectos para resoluciones en los campos de su competencia. Los temas principales de los que se ocupan son los derechos humanos, la democracia, la protección de las minorías y el gobierno de la ley.